# Università Carlo Cattaneo
L’Università Carlo Cattaneo, nota con l'acronimo LIUC, è un ateneo universitario privato italiano, a carattere manageriale, fondato nel comune italiano di Castellanza nel 1991. È intitolata a Carlo Cattaneo.  

## Storia
L'ateneo fu fondato nel 1991 come Libero Istituto Universitario Carlo Cattaneo per iniziativa dell'Unione degli industriali di Varese e in particolare di Antonio Bulgheroni, Flavio Sottrici e Marco Vitale. Il progetto fu realizzato dalla stessa associazione imprenditoriale facente parte di Confindustria, dapprima attraverso cinque comitati di lavoro e, successivamente, attraverso enti e società appositamente costituiti, coinvolgendo complessivamente oltre trecento imprenditori. Nel 1989, due anni prima della sua fondazione, l'università si diede un proprio comitato scientifico.
Nel 2018 viene abolito il corso di laurea in Giurisprudenza.

## Struttura
L'ateneo è organizzato in un unico dipartimento: Gestione integrata d'impresa. Ad oggi, offre corsi in area economica e ingegneristica.
L'università si estende su un'area coperta di 68 000 m² negli edifici dell'ex cotonificio Cantoni. Dispone di un campus interno e di un parco di circa 26.000 m², al cui interno sorge Villa Jucker. Il progetto di recupero dell'area industriale, dismessa nel 1988 e affacciata sul fiume Olona, è opera dell'architetto Aldo Rossi. L'ateneo ha al suo interno una propria business school.

### Biblioteca
La biblioteca universitaria "Mario Rostoni", fondata nel 1991, è specializzata in economia, direzione aziendale, giurisprudenza e ingegneria. Essa possiede, al 2017, circa 115.000 volumi e 6.000 testate di periodici, molti dei quali in formato elettronico.

## Rettori
- Camillo Bussolati (1991-1996)
- Alessandro Sinatra (1996-1999)
- Francesco Silva (1999-2001)
- Gianfranco Rebora (2001-2007)
- Andrea Taroni (2007-2011)
- Valter Lazzari (2011-2015)
- Federico Visconti (2015-2024)
- Anna Gervasoni (dal 2024)